# New Galilee
New Galilee és una població dels Estats Units a l'estat de Pennsilvània. Segons el cens del 2000 tenia 424 habitants.

## Demografia
Segons el cens del 2000, New Galilee tenia 424 habitants, 174 habitatges, i 120 famílies. La densitat de població era de 584,7 habitants/km².
Dels 174 habitatges en un 27,6% hi vivien nens de menys de 18 anys, en un 53,4% hi vivien parelles casades, en un 10,3% dones solteres, i en un 31% no eren unitats familiars. En el 29,3% dels habitatges hi vivien persones soles el 14,4% de les quals corresponia a persones de 65 anys o més que vivien soles. El nombre mitjà de persones vivint en cada habitatge era de 2,39 i el nombre mitjà de persones que vivien en cada família era de 2,91.
Per edats la població es repartia de la següent manera: un 21,5% tenia menys de 18 anys, un 7,3% entre 18 i 24, un 28,8% entre 25 i 44, un 23,8% de 45 a 60 i un 18,6% 65 anys o més.
L'edat mediana era de 41 anys. Per cada 100 dones de 18 o més anys hi havia 84 homes.
La renda mediana per habitatge era de 30.625 $ i la renda mediana per família de 33.750 $. Els homes tenien una renda mediana de 28.125 $ mentre que les dones 25.625 $. La renda per capita de la població era de 13.649 $. Entorn de l'11,1% de les famílies i el 12,6% de la població estaven per davall del llindar de pobresa.

## Poblacions més properes
El següent diagrama mostra les poblacions més properes.